# Balkanabat
Balkanabat (Балканабат), anciennement Nebit Dag, est une ville de l'ouest du Turkménistan. Elle est la capitale de la province de Balkan. Elle est située à une altitude de 17 mètres, à environ 400 kilomètres d'Achgabat. En 2006, sa population était estimée à 87 822 habitants. Balkanabat se trouve au pied de la chaîne de montagnes des Balkan Daglary.

## Nom et histoire
L'ancien nom, Nebit Dag, signifie « montagne d'huile » dans la langue turkmène et est le nom de la grande chaîne de montagnes de la région du Balkan Daglary. Elle a été fondée en 1933 comme escale sur le chemin de fer Trans-Caspienne.

## Industrie, économie et transport
Elle est un centre industriel pour les industries du pétrole et du gaz naturel. La ville est desservie par l'aérodrome de Balkanabat. La ville est reliée à Achgabat par la compagnie aérienne Turkmenistan Airlines, ainsi que par train et autocar. 